# Arabis sagittata
Arabis sagittata là một loài thực vật có hoa trong họ Cải. Loài này được (Bertol.) DC. mô tả khoa học đầu tiên năm 1805.